# Demonax inhumeralis
Demonax inhumeralis är en skalbaggsart som beskrevs av Maurice Pic 1916. Demonax inhumeralis ingår i släktet Demonax och familjen långhorningar. Inga underarter finns listade i Catalogue of Life.